# Tractat anglo-neerlandès de 1824
El Tractat anglo-neerlandès de 1824, també conegut com el Tractat de Londres (un dels diversos tractats), es va signar entre el Regne Unit i els Països Baixos a Londres el 17 de març de 1824. Tenia el propòsit de resoldre les controvèrsies que sorgiren de l'execució del Tractat anglo-neerlandès de 1814. Per part dels neerlandesos va ser signat per Hendrik Fagel i per Anton Reinhard Falck i pel Regne Unit per, George Canning i Charles Watkin Williams Wynn.

## Història
Aquest Tractat de 1824, volia resoldre les moltes qüestions que havien sorgit per l'ocupació britànica de les possessions holandeses durant les guerres napoleòniques, així com les qüestions relatives als drets de comerç a Indonèsia (o Illa de les Espècies) entre els dos estats, repartint el territori en dues esferes d'influència. L'assentament britànic de Singapur, sobre la península de Malaca, fundat el 1819 per Sir Stramford Raffles, va incrementar la tensió entre els dos estats.
Les negociacions entre Canning i Fagel s'iniciaren el 20 de juliol de 1820. Els holandesos es mostraren inflexibles sobre la seva exigència que els britànics abandonessin Singapur. Des del 15 de desembre de 1823, les converses es van centrar en l'establiment de les mútues esferes d'influència en la regió.

## Termes del tractat
El tractat establia que els individus de les dues nacions estaven autoritzats a comerciar en els territoris britànics de l'Índia, Sri Lanka i les actuals Indonèsia i Malàisia, sobre la base del principi de la "nació més afavorida". Acordaren també oposar-se a la pirateria i a no amagar ni protegir els pirates o permetre la venda de mercaderies pirates.
- Es va acordar que els britànics tenien permès el comerç a les Illes Moluques pertanyents a Holanda.
- Els Països Baixos van cedir tots els seus establiments al subcontinent indi.
- El Regne Unit va cedir la seva factoria de Fort Marlborough a Bencoolen (Bengkulu) i tots els seus béns a l'illa de Sumatra als Països Baixos.
- Els Països Baixos van cedir la ciutat de Malacca i a no fer negocis a la península de Malaia.
- El Regne Unit retira la seva oposició a l'ocupació de l'illa de Belitung (o Billiton) per part dels[Cal aclariment]
 retira la seva oposició a l'ocupació de l'illa de.
- Els Països Baixos retiren la seva oposició a l'ocupació de l'illa de Singapur per part del Regne Unit.
- El Regne Unit es compromet a no establir cap càrrec a les Illes Carimon o en les illes de Batam, Bintan, Lingin, o qualsevol altra illa al sud de l'Estret de Malaca.

A més acordaren la devolució de Java als Països Baixos. Aquest tractat va ser ratificat pel Regne Unit el 30 d'abril de 1824 i pels Països Baixos el 2 de juny de 1824.

## Conseqüències
El Tractat anglo-holandès de 1824 dividí oficialment el món malai en dos: Malàisia britànica i Índies orientals holandeses.